# ان-بریت لیمن
ان-بریت لیمن (انگلیسی: Ann-Britt Leyman؛ ۱۰ ژوئن ۱۹۲۲ – ۵ ژانویه ۲۰۱۳) ورزشکار دو و میدانی اهل سوئد بود.
وی در مسابقات کشوری و بین‌المللی در مجموع برندهٔ ۱ مدال برنز شده‌است.